# Műkorcsolya a 2020. évi téli ifjúsági olimpiai játékokon
A 2020. évi téli ifjúsági olimpiai játékokon a műkorcsolya versenyszámait január 10. és január 15. között rendezték a Lausanne-i Skating Arenában.

## A versenyszámok időrendje
A műkorcsolya és jégtánc versenyek hivatalosan 5 versenynapból álltak. A versenyszámok eseményei helyi idő szerint (UTC +01:00):
| január 10., péntek                | január 11., szombat                | január 12., vasárnap              | január 13., hétfő                   | január 14., kedd | január 15., szerda            |
| --------------------------------- | ---------------------------------- | --------------------------------- | ----------------------------------- | ---------------- | ----------------------------- |
|                                   |                                    | 11:30-12:45 Páros (szabadprogram) | 11:30-13:32 Jégtánc (szabadprogram) |                  | 11:30-12:41 N.V.R.* – Jégtánc |
| 13:30-14:37 Páros (rövid program) | 13:30-15:09 Jégtánc (ritmustánc)   |                                   |                                     |                  | 13:00-14:12 N.V.R.* – Páros   |
|                                   |                                    | 14:00-16:29 Fiúk (szabadprogram)  | 14:30-17:06 Lányok (szabadprogram)  |                  | 14:30-15:42 N.V.R.* – Lányok  |
| 16:00-18:15 Fiúk (rövid program)  | 16:10-18:31 Lányok (rövid program) |                                   |                                     |                  | 16:00-17:12 N.V.R.* – Fiúk    |

____
* N.V.R. – Nemzetek vegyes részvételei (MIX)

## A versenyen részt vevő nemzetek
A versenyen 19 nemzet 71 sportolója – 35 férfi és 36 nő – vett részt, az alábbi megbontásban:
| Részt vevő nemzetek férfi / nő megbontásban | Részt vevő nemzetek férfi / nő megbontásban | Részt vevő nemzetek férfi / nő megbontásban | Részt vevő nemzetek férfi / nő megbontásban | Részt vevő nemzetek férfi / nő megbontásban | Részt vevő nemzetek férfi / nő megbontásban | Részt vevő nemzetek férfi / nő megbontásban | Részt vevő nemzetek férfi / nő megbontásban | Részt vevő nemzetek férfi / nő megbontásban |
| ------------------------------------------- | ------------------------------------------- | ------------------------------------------- | ------------------------------------------- | ------------------------------------------- | ------------------------------------------- | ------------------------------------------- | ------------------------------------------- | ------------------------------------------- |
| nemzet                                      | F                                           | L                                           | nemzet                                      | F                                           | L                                           | nemzet                                      | F                                           | L                                           |
| Azerbajdzsán (AZE)                          | 0                                           | 1                                           | Franciaország (FRA)                         | 2                                           | 2                                           | Németország (GER)                           | 1                                           | 1                                           |
| Bulgária (BUL)                              | 0                                           | 1                                           | Grúzia (GEO)                                | 2                                           | 3                                           | Olaszország (ITA)                           | 3                                           | 2                                           |
| Csehország (CZE)                            | 2                                           | 1                                           | Izrael (ISR)                                | 1                                           | 0                                           | Oroszország (RUS)                           | 6                                           | 6                                           |
| Dél-Korea (KOR)                             | 1                                           | 1                                           | Japán (JPN)                                 | 2                                           | 2                                           | Svájc (SUI)                                 | 2                                           | 2                                           |
| Egyesült Államok (USA)                      | 3                                           | 4                                           | Kanada (CAN)                                | 4                                           | 4                                           | Ukrajna (UKR)                               | 3                                           | 2                                           |
| Észtország (EST)                            | 1                                           | 1                                           | Kína (CHN)                                  | 2                                           | 1                                           |                                             |                                             |                                             |
| Finnország (FIN)                            | 0                                           | 1                                           | Magyarország (HUN)                          | 0                                           | 1                                           |                                             |                                             |                                             |

F = fiú, L = lány

## Eredmények

### Éremtáblázat
(A táblázatokban az egyes számoszlopok legmagasabb értéke, vagy értékei vastagítással kiemelve.)
| A 2020. évi téli ifjúsági olimpiai játékok éremtáblázata műkorcsolyában | A 2020. évi téli ifjúsági olimpiai játékok éremtáblázata műkorcsolyában | A 2020. évi téli ifjúsági olimpiai játékok éremtáblázata műkorcsolyában | A 2020. évi téli ifjúsági olimpiai játékok éremtáblázata műkorcsolyában | A 2020. évi téli ifjúsági olimpiai játékok éremtáblázata műkorcsolyában | Olimpia  |
| ----------------------------------------------------------------------- | ----------------------------------------------------------------------- | ----------------------------------------------------------------------- | ----------------------------------------------------------------------- | ----------------------------------------------------------------------- | -------- |
|                                                                         | Ország                                                                  | Arany                                                                   | Ezüst                                                                   | Bronz                                                                   | Összesen |
| 1.                                                                      | Oroszország (RUS)                                                       | 2                                                                       | 4                                                                       | 2                                                                       | 8        |
| –                                                                       | Nemzetek vegyes részvételei (MIX)                                       | 1                                                                       | 1                                                                       | 1                                                                       | 3        |
| 2.                                                                      | Dél-Korea (KOR)                                                         | 1                                                                       | 0                                                                       | 0                                                                       | 1        |
| 2.                                                                      | Japán (JPN)                                                             | 1                                                                       | 0                                                                       | 0                                                                       | 1        |
|                                                                         |                                                                         |                                                                         |                                                                         |                                                                         |          |
| 4.                                                                      | Egyesült Államok (USA)                                                  | 0                                                                       | 0                                                                       | 1                                                                       | 1        |
| 4.                                                                      | Grúzia (GEO)                                                            | 0                                                                       | 0                                                                       | 1                                                                       | 1        |
|                                                                         |                                                                         |                                                                         |                                                                         |                                                                         |          |
| Összesen                                                                | Összesen                                                                | 5                                                                       | 5                                                                       | 5                                                                       | 15       |

### Éremszerzők
| A 2020. évi téli ifjúsági olimpiai játékok érmesei műkorcsolyában | |        | |        | |        |
| Versenyszám                                                       | Arany | Arany  | Ezüst | Ezüst  | Bronz | Bronz  |
| Fiú                                                               | Kagijama Juma · Japán (JPN) | 239,17 | Andrej Mozaljov · Oroszország (RUS) | 237,94 | Danyiil Szamszonov · Oroszország (RUS) | 215,21 |
| Lány                                                              | Ju Jong (You Young) · Dél-Korea (KOR) | 214,00 | Kszenyija Szinyicina · Oroszország (RUS) | 200,03 | Anna Frolova · Oroszország (RUS) | 187,72 |
| Páros                                                             | Oroszország (RUS) · Apollinarija Panfilova · Dmitrij Rilov | 199,21 | Oroszország (RUS) · Diana Muhametzjanova · Ilja Mironov | 175,42 | Grúzia (GEO) · Alina Butaeva · Luka Berulava | 157,29 |
| Jégtánc                                                           | Oroszország (RUS) · Irina Havronyina · Dario Csirizano | 164,63 | Oroszország (RUS) · Szofja Tyutyunina · Alekszandr Suszticskij | 159,15 | Egyesült Államok (USA) · Katarina Wolfkostin · Jeffrey Chen | 152,43 |
| Vegyes csapat                                                     | Nemzetek vegyes részvételei (MIX) · Arlet Levandi (EST) · Kszenyija Szinyicina (RUS) · Alina Butaeva (GEO) · Luka Berulava (GEO) · Josida Utana (JPN) · Nisijama Singo (JPN) | 24     | Nemzetek vegyes részvételei (MIX) · Kagijama Juma (JPN) · Kate Wang (USA) · Cate Fleming (USA) · Jedidah Isbell (USA) · Szofja Tyutyunina (RUS) · Alekszandr Suszticskij (RUS) | 22     | Nemzetek vegyes részvételei (MIX) · Andrej Mozaljov (RUS) · Schermann Regina (HUN) · Szofija Neszterova (UKR) · Artem Darenszkij (UKR) · Natalie D’Alessandro (CAN) · Bruce Waddell (CAN) | 18     |